# 彼は、妹の恋人
『彼は、妹の恋人』（かれは、いもうとのこいびと）は、BeeTVで2011年12月25日から2012年3月4日まで毎週日曜日に配信されたドラマ。各話約10分ずつで全12回。2012年5月2日よりDVDレンタル開始。2016年7月8日よりavex Movie Gift（YouTube）で配信開始。

## あらすじ
主人公の美雪は小さい頃から、甘え上手で積極的な妹の遥花に、欲しいものや好きな人をすべて奪われてきた。そして、すっかり恋愛に自信を無くし、花屋の仕事に打ち込む毎日だった。ところがある日、昔好きだった亮介とばったり出会い、以前の感情が甦る。そこへ遥花が現れ……。

## キャスト
- 星野美雪（姉）：石原さとみ
- 伊藤亮介（彼）：平岡祐太
- 星野遥花（妹）：道重さゆみ（モーニング娘。）[5]
- 花屋の店員：柿澤勇人
- 遥花の元恋人：坪倉由幸（我が家）
- 花屋のオーナー：鈴木砂羽
- 亮介の元恋人：相沢紗世

## スタッフ
- 企画：清水一幸（フジテレビ）
- 演出：谷村政樹（フジテレビ）、芝崎弘記、阿部雅和
- 脚本：阿相クミコ
- 音楽：Jirafa
- 技術協力：ビデオスタッフ、ジースタッフ
- 照明協力：ザ・ホライズン
- 美術協力：フジアール
- 小道具：京阪商会、テレフィット
- 音響効果：メディアハウスサウンドデザイン
- 編集・MA：ザ・チューブ
- CG：イレブングラフィックス
- 統括プロデューサー：冨久尾俊之（BeeTV）
- プロデュース：村瀬健（フジテレビ）、槙哲也（ホリプロ）
- 編成：小林絢子
- 宣伝：星野拡、長屋圭井子、原祐樹
- サイト編集：中島聖乃
- 制作：フジテレビドラマ制作センター[6]
- 制作協力：ホリプロ
- 製作・著作：BeeTV

## 主題歌
「Duet -winter ver.-」東方神起 (avex trax)